# Concentración de Motos Campturis
La concentración motera Campturis es una reunión anual de entusiastas de la motocicleta de todo el mundo que se celebra en Miranda de Ebro, en la provincia de Burgos, comunidad autónoma de Castilla y León, España. Se trata de una de las concentración motera más importantes del país tras la concentración en el Circuito Permanente de Alta Velocidad de Jerez y Pingüinos. Tiene lugar en el mes de julio y aglutina a unos 8.000 participantes.  Durante  27 años fue una concentración invernal que celebraba en marzo, sin embargo en 2010 pasó a celebrarse en julio. Con el cambio de fecha comenzó la decadencia de esta concentración, consiguiendo tan solo 200 motos en 2010 y que no se volviera a organizar en 2011.

## Actividades
La mayoría de las actividades que se engloban en la concentración se desarrollan en el polígono industrial de Bayas. El acto principal es la prueba de aceleración donde los participantes se van eliminando por tandas.